# Waveski

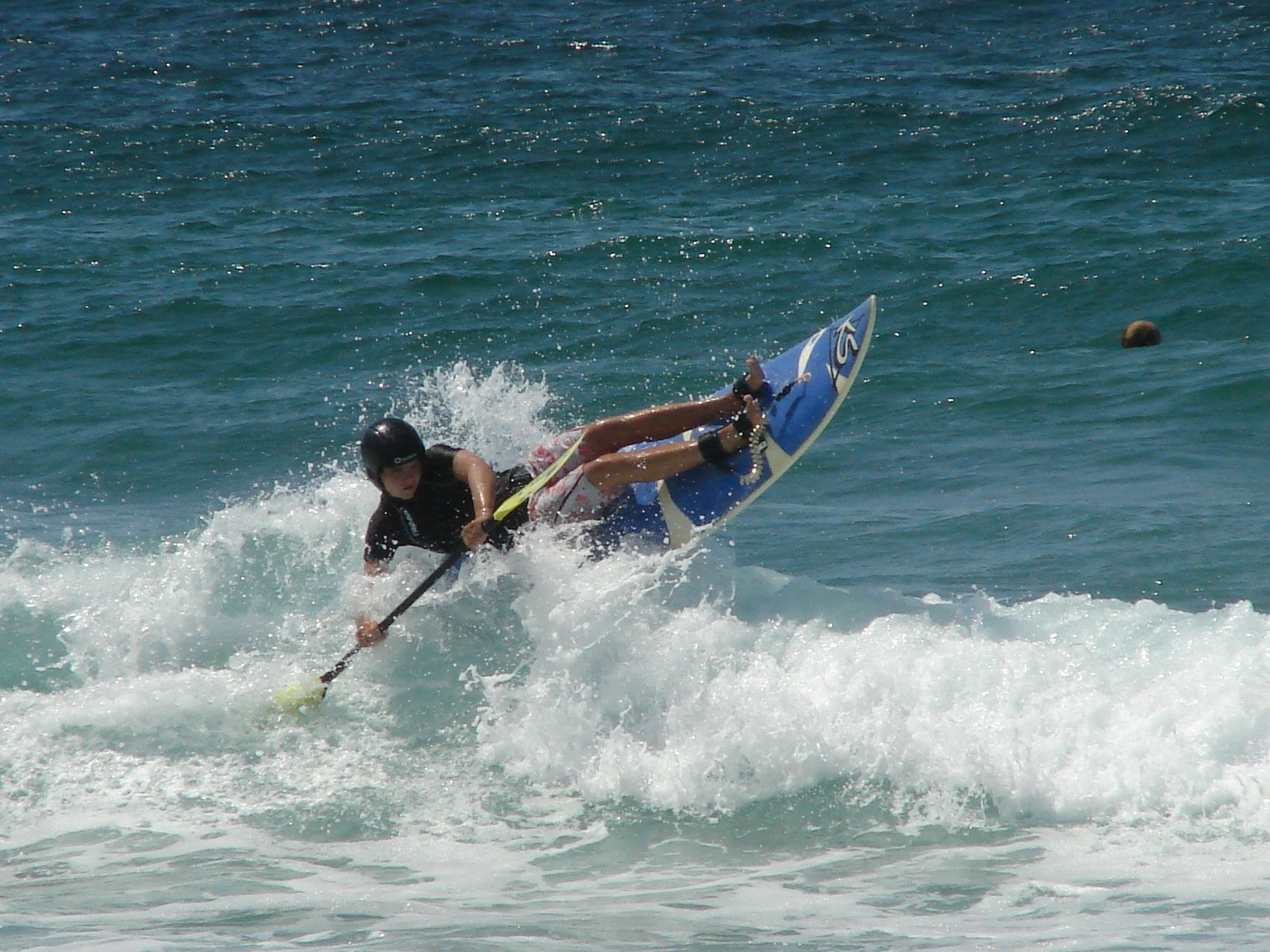
Praticante do esporte em atividade

Waveski Surfing é um esporte de aventura que combina a prática do caiaque com a performance do surf.

## Características
Um waveski é basicamente composto de uma prancha mais grossa, com um assento, com pequenas quilhas, suporte para os pés e cinto de segurança, permitindo que praticante mexa-se para efetuar as manobras. O surfista waveski usa um remo duplo para guiar o waveski.
As competições são efetuadas como no surf, ou seja, juga-se as melhores performances e manobras dos surfistas em um período de 20min.
O equipamento pesa cerca de 6 a 8 kg e são fabricados com resina epóxi e espuma EPS, o que torna o waveski mais resistente e leve. 
O esporte proporciona diversão e exercício para os iniciantes e pilotos avançados. 
A waveski não deve ser confundido com surf ski. Waveskis são projetados para surfar as ondas do oceano e surf ski são projetados para corridas em águas abertas.